# Dracophyllum fitzgeraldii
Dracophyllum fitzgeraldii là một loài thực vật có hoa trong họ Thạch nam. Loài này được C.Moore & F.Muell. mô tả khoa học đầu tiên năm 1870.